# Saúl Álvarez
Santos Saúl Álvarez Barragán (Guadalajara, Jalisco; 18 de juliol de 1990), més conegut com a "Canelo", és un boxador professional mexicà ha guanyat campionats mundials en quatre categories diferents de pes. És l'actual campió mundial de la AMB(Súper), del CMB, de la FIB i de The Ring del pes mitjà. També ha estat campió de la AMB, CMB, OMB i The Ring de pes superwélter, així com de la AMB (Regular) de pes supermitjà i de l'OMB de pes semicomplet.
És conegut per ser un contra-golpeador capaç d'explotar buits en la guàrdia dels seus oponents mentre esquiva cops amb moviments de cap i cintura. També és conegut pel seu copeig al cos. El 15 de setembre de 2018 va derrotar el kazakh Gennady Golovkin, guanyant així els cinturons del CMB i AMB de pes mitjà. La baralla amb Golovkin va ser nomenada com el millor combat del 2018. En 2019 va ser triat com el boxador de l'any per la revista The Ring, i va ser nominat a Peleador de la Dècada per l'Associació d'Escriptors de Boxa dels Estats Units.
Des de 2015 fins a l'actualitat, ha estat considerat un dels 10 millors boxadors del món.
Des de 2019 està classificat com el boxador número 1, lliura per lliura, per la revista The Ring, BoxRec, i l'Associació d'Escriptors de Boxa dels Estats Units.